# La Pièce rapportée
Pour plus de détails, voir Fiche technique et Distribution.
La Pièce rapportée est un film français réalisé par Antonin Peretjatko, sorti en 2020.
Le film est une adaptation de la nouvelle de Noëlle Renaude, Il faut un héritier,, dans laquelle est également insérée une nouvelle d'Anton Tchekov, Le Roman d'une contrebasse.

## Synopsis
Paul Château Têtard, un homme de 48 ans qui n'a jamais eu d'enfant rencontre Ava, une jeune guichetière de métro, avec qui la donne pourrait changer. Mais cette possibilité de trouver un héritier est mise en péril par la mère de Paul, qui était opposée au mariage, et qui est persuadée que son fils est cocu,.

## Fiche technique
- Titre français : La Pièce rapportée
- Réalisation et scénario : Antonin Peretjatko, d'après l'œuvre de Noëlle Renaude
- Musique : Mathieu Lamboley
- Décors : Jérôme Duchier
- Costumes : Sidonie Pontanier
- Photographie : Simon Roca
- Son : Marie-Clotilde Chéry
- Montage : Antonin Peretjatko
- Production : Thomas Verhaeghe et Mathieu Verhaeghe
- Sociétés de production : Atelier de Production,  Orange studio et Auvergne-Rhône-Cinéma
- Société de distribution : Diaphana Distribution (France)
- Pays de production :  France
- Langue originale : français
- Genre : comédie
- Durée : 86 minutes
- Dates de sortie :
  - France : 29 août 2020 (Festival du film francophone d'Angoulême)[5], 1er décembre 2021 (en salles)
- Classification :
  - France : tous publics

## Distribution
- Anaïs Demoustier : Ava
- Philippe Katerine : Paul Château-Têtard
- Josiane Balasko : Adélaïde Château-Têtard, dite « la Reine-mère »
- William Lebghil : Jérôme
- Sergi López : Raoul, le chauffeur
- Philippe Duquesne : « l'inspecteur » Dalac
- Olivier Broche : Maître Geoffroy Crépin
- Alexandra Morales :  Adélaïde Château-Têtard (jeune)
- Jocelyne Augier : Conchita, la bonne
- Christian Taponard : le docteur Anigo
- Olivier Degorgue : l'Anglais
- Marie Coutance : l'Anglaise
- Annie Mercier : la marchande de glaces
- Marie Fouqueau : Eloïse Saint-Joint

## Production

### Tournage
Le film a été tourné de fin septembre à fin octobre 2019 en région lyonnaise, à Écully (château de Pontourné) et à Lyon (rues du 6e arrondissement, parc de la Tête d'or, hôtel du département) ainsi qu'en région parisienne.

## Sortie

### Accueil
En France, le site Allociné recense une moyenne des critiques presse de 3,3/5.